# Arbeca (kommunhuvudort)
Arbeca är en kommunhuvudort i Spanien. Den ligger i provinsen Província de Lleida och regionen Katalonien, i den östra delen av landet, 400 km öster om huvudstaden Madrid. Arbeca ligger 340 meter över havet och antalet invånare är 2 058.
Terrängen runt Arbeca är platt norrut, men söderut är den kuperad. Runt Arbeca är det ganska glesbefolkat, med 22 invånare per kvadratkilometer. Närmaste större samhälle är Mollerussa, 10,4 km norr om Arbeca. Trakten runt Arbeca består till största delen av jordbruksmark.